# 阔镰鞭叶蕨
阔镰鞭叶蕨（学名：Cyrtomidictyum faberi）为鳞毛蕨科鞭叶蕨属下的一个种。种名faberi以19世纪来中国传教、收集植物的德国植物学家花之安（Ernst Faber, 1839-1899）的名字命名。